# Черна акула (филм)
„Черна акула“ (на руски: Чёрная акула) e руски приключенски екшън филм от 1993 година.

## Сюжет
В главните роли – Ка-50, боен хеликоптер на Съветската армия. Разказва за изпитанието на новия съветски боен хеликоптер при бойни действия в Афганистан. Във филма с хеликоптера в операциите участват части на Спецназ, които унищожават подземните фабрики за производство на наркотици. Успоредно със съветските войски действат и американските специални части.

## В ролите
- Валери Востротин (Герой на Съветския съюз, генерал-майор) – майор Гусаров
- Каролина Скофилд (английска журналистка) – журналистката Кетрин Нелсон
- Юри Цурило – Карахан
- Владимир Квачков- командир на бригади в ГРУ
- Владимир Мащенко — шеф на ЦРУ
- Василий Мищенко
- Сергей Чекан
- Олег Мартямов – Грин
- Рамис Ибрагимов – Керим
- Дмитрий Автухов – пилот на „Черна акула“
- Валери Погребенков – Гари

## Снимачен екип
- Сценарист и продуцент: Сергей Птичкин
- Режисьор-постановка: Виталий Лукин
- Оператор-постановка: Владимир Архангелски, Аурелиус Яциневичюс.
- Оператор на въздушната фотография: Олег Никифоров
- Музика: Кирил Волков, Владимир Пожидаев.